# Haliru Dantoro
 (juillet 2022).
Haliru Dantoro, de son nom complet Muhammad Sani Haliru Dantoro Kitoro, est un chef traditionnel et un homme politique nigérian.

## Biographie
Haliru Dantoro est né en 1938 à New Bussa et est le plus jeune des trois enfants de sa famille. Il est actif dans les administrations militaires de l'État de Kwara pendant le gouvernement de Yakubu Gowon. Haliru Dantoro a été commissaire à l'agriculture durant un an et demi et a occupé brièvement le poste de commissaire aux finances durant six mois. Il est ensuite affecté au poste de commissaire au commerce jusqu'au coup d'État du 29 juillet 1975. L'administration suivante le nomme à la tête du conseil d'administration de The Herald, le quotidien soutenu par l'État. 
En 1976, Haliru Dantoro est nommé président de l'Autorité du bassin du fleuve Niger, un organisme destiné à aider les agriculteurs des États de Kwara, Niger et Kaduna.
Pendant la Seconde République, il est vice-président du NPN de l'État de Kwara. Il est également ministre du Territoire de la capitale fédérale en 1983, sous l'administration du président Shehu Shagari. Sa nomination au poste de ministre du Territoire de la capitale fédérale est brusquement interrompue par le coup d'État nigérian en décembre 1983.
Haliru Dantoro est également sénateur en 1992 en tant que membre de la Convention nationale républicaine, un ancien parti politique.
Haliru Dantoro meurt dans un hôpital en Allemagne des suites d'une brève maladie le 30 octobre 2015, à l'âge de 77 ans,,.